# أهل طيمس (المحفد)

تعديل مصدري - تعديل

أهل طيمس هي إحدى قرى عزلة المحفد بمديرية المحفد التابعة لمحافظة أبين، بلغ تعداد سكانها 30 نسمة حسب تعداد اليمن لعام 2004.